# Línea N905 (Interurbanos Madrid)
La línea N905 de la red de autobuses interurbanos de Madrid une Moncloa (Madrid) con Boadilla del Monte.

## Características
Fue puesta en servicio el 17 de junio de 2005 cuando se reordenó la red de autobuses nocturnos interurbanos por parte del CRTM.
Esta línea nocturna une Madrid con el municipio de Boadilla del Monte, pasando por la Ciudad de la Imagen y Montepríncipe.
El servicio de las 03:00 los fines de semana y festivos recorre las urbanizaciones del oeste de Boadilla.
La línea mantiene los mismos horarios todo el año (exceptuando las vísperas de festivo y festivos de Navidad).
Está operada por la Empresa Boadilla mediante la concesión administrativa VCM-502 - Madrid - Boadilla del Monte (Viajeros Comunidad de Madrid) del Consorcio Regional de Transportes de Madrid.

## Horarios
Los horarios que no sean cabecera son aproximados.
| Noches de domingo a jueves y festivos            |                         |                           |                      |                    |              |                                  |                         |        |
| Madrid > Boadilla del Monte > Madrid             |                         |                           |                      |                    |              |                                  |                         |        |
| Madrid                                           | Boadilla (Casco urbano) | Urb. El Olivar de Mirabal | Urb. Parque Boadilla | Urb. Valdepastores | Urb. Bonanza | B. del Monte (Urb. Viñas Viejas) | Boadilla (Casco urbano) | Madrid |
| 23:00                                            | 23:35                   | →                         | →                    | →                  | →            | 00:00                            | 00:05                   | 00:45  |
| 00:00                                            | 00:35                   | →                         | →                    | →                  | →            | 01:00                            |                         |        |
| 01:00                                            | 01:35                   | →                         | →                    | →                  | →            | 02:00                            | 02:05                   | 02:45  |
| 03:00                                            | 03:35                   | →                         | →                    | →                  | →            | 04:00                            |                         |        |
| Noches de viernes, sábados y vísperas de festivo |                         |                           |                      |                    |              |                                  |                         |        |
| Madrid > Boadilla del Monte > Madrid             |                         |                           |                      |                    |              |                                  |                         |        |
| Madrid                                           | Boadilla (Casco urbano) | Urb. El Olivar de Mirabal | Urb. Parque Boadilla | Urb. Valdepastores | Urb. Bonanza | Urb. Viñas Viejas                | Boadilla (Casco urbano) | Madrid |
|                                                  |                         |                           |                      |                    |              | 23:20                            | 23:25                   | 00:05  |
| 23:00                                            | 23:35                   | →                         | →                    | →                  | →            | 00:00                            | 00:05                   | 00:45  |
| 00:00                                            | 00:35                   | →                         | →                    | →                  | →            | 01:00                            |                         |        |
| 01:00                                            | 01:35                   | →                         | →                    | →                  | →            | 02:00                            | 02:05                   | 02:45  |
| 03:00                                            | 03:35                   | 03:40                     | 03:45                | 03:55              | 04:10        | 04:30                            | 04:35                   | 05:15  |
| 05:15                                            | 05:50                   | →                         | →                    | →                  | →            | 06:15                            |                         |        |

## Recorrido y paradas

### Sentido Boadilla del Monte
| Código                                                                            | Parada                                     | Común con                          | Conexiones con Metro y Cercanías | Municipio          | Zona |
| --------------------------------------------------------------------------------- | ------------------------------------------ | ---------------------------------- | -------------------------------- | ------------------ | ---- |
| Terminal las noches de lunes a jueves                                             |                                            |                                    |                                  |                    |      |
| 11278                                                                             | P.º Ruperto Chapí - Moncloa                |                                    | Moncloa                          | Madrid             |      |
| Terminal las noches de viernes, sábados, domingos, festivos y vísperas de festivo |                                            |                                    |                                  |                    |      |
| 15525                                                                             | Moncloa (Paseo de Moret)                   | 611 612 632 684 691 N602 N604 N904 | Moncloa                          | Madrid             |      |
| Paradas del itinerario común                                                      |                                            |                                    |                                  |                    |      |
| 2412                                                                              | Puente de los Franceses - Clínica Moncloa  | N20                                |                                  | Madrid             |      |
| 857                                                                               | Intercambiador de Príncipe Pío             | N20                                | Príncipe Pío                     | Madrid             |      |
| 892                                                                               | Campamento                                 | N19 N501 N502 N503 N504 N505 N808  | Campamento                       | Madrid             |      |
| 08409                                                                             | Ctra. Cchel. a Aravaca - Colonia Jardín    |                                    | Colonia Jardín                   | Madrid             |      |
| 08654                                                                             | Ctra. M502 - Urb. Los Ángeles              |                                    |                                  | Pozuelo de Alarcón |      |
| 11448                                                                             | P.º Príncipe - Telemadrid                  | N902                               |                                  | Pozuelo de Alarcón |      |
| 08774                                                                             | Ctra. M511 - Retamares                     |                                    | Retamares                        | Pozuelo de Alarcón |      |
| 18271                                                                             | Av. Montepríncipe - Est. Montepríncipe     |                                    | Montepríncipe                    | Alcorcón           |      |
| 08759                                                                             | Av. Montepríncipe - Colegio                |                                    |                                  | Alcorcón           |      |
| 08758                                                                             | Av. Montepríncipe - Facultad Informática   |                                    |                                  | Boadilla del Monte |      |
| 08768                                                                             | Av. Montepríncipe - Gerencia               |                                    |                                  | Boadilla del Monte |      |
| 08747                                                                             | Av. Montepríncipe - Centro Comercial       |                                    |                                  | Boadilla del Monte |      |
| 11979                                                                             | Av. Montepríncipe - Hospital Montepríncipe |                                    |                                  | Boadilla del Monte |      |
| 08746                                                                             | Av. Montepríncipe - Urb. Prado Largo       |                                    |                                  | Boadilla del Monte |      |
| 08918                                                                             | Ctra. M513 - Polideportivo Piscinas        |                                    |                                  | Boadilla del Monte |      |
| 15568                                                                             | Ctra. Majadahonda - Av. Adolfo Suárez      |                                    |                                  | Boadilla del Monte |      |
| 15065                                                                             | Av. Montepríncipe - Est. Boadilla Centro   |                                    | Boadilla Centro                  | Boadilla del Monte |      |
| 17338                                                                             | Alberca - Bárbara de Braganza              |                                    |                                  | Boadilla del Monte |      |
| 11645                                                                             | Ronda - Centro de Salud                    |                                    |                                  | Boadilla del Monte |      |
| 15075                                                                             | Ronda - Ruperto Chapí                      |                                    |                                  | Boadilla del Monte |      |
| 13292                                                                             | Av. Isabel de Farnesio - Ruperto Chapí     |                                    |                                  | Boadilla del Monte |      |
| 13290                                                                             | Av. Isabel de Farnesio - Est. Nuevo Mundo  |                                    | Nuevo Mundo                      | Boadilla del Monte |      |
| 12184                                                                             | Av. siglo XXI - Est. siglo XXI             |                                    | Siglo XXI                        | Boadilla del Monte |      |
| 12187                                                                             | Av. Infante Don Luis - Gregorio Marañón    |                                    | Infante Don Luis                 | Boadilla del Monte |      |
| 12188                                                                             | Av. Infante Don Luis - Instituto           |                                    |                                  | Boadilla del Monte |      |
| 15304                                                                             | M. Ángel Cantero Oliva - Centro Comercial  |                                    |                                  | Boadilla del Monte |      |
| 15577                                                                             | M. Ángel Cantero Oliva - Jaime Ferrán      |                                    |                                  | Boadilla del Monte |      |
| 15579                                                                             | M. Ángel Cantero Oliva - Viñas Viejas      |                                    |                                  | Boadilla del Monte |      |

### Sentido Madrid (Moncloa)
Las paradas sombreadas en lila corresponden al servicio que pasa por las urbanizaciones.
| Código                                                                                                   | Parada                                       | Común con                          | Conexiones con Metro y Cercanías | Municipio          | Zona |
| --- | -------------------------------------------- | ---------------------------------- | -------------------------------- | ------------------ | ---- |
| 15579 | M. Ángel Cantero Oliva - Viñas Viejas        |                                    |                                  | Boadilla del Monte |      |
| 08875 | Av. Monte Segovia - Monte Guadalupe          |                                    |                                  | Boadilla del Monte |      |
| 08873 | Av. Monte Segovia - Monte Negrillo           |                                    |                                  | Boadilla del Monte |      |
| 08868 | Av. Monte Olivar - Monte Sollube             |                                    |                                  | Boadilla del Monte |      |
| 08866 | Av. Monte Olivar - Monte Archanda            |                                    |                                  | Boadilla del Monte |      |
| 08863 | Av. Monte Olivar - Colegio                   |                                    |                                  | Boadilla del Monte |      |
| 08861 | Av. Monte Olivar - Monte Hijedo              |                                    |                                  | Boadilla del Monte |      |
| 20805 | Río Guadarrama - Cabo de la Nao              |                                    |                                  | Boadilla del Monte |      |
| 08857 | Río Guadarrama - Río Duero                   |                                    |                                  | Boadilla del Monte |      |
| 08855 | Río Guadarrama - Río Tajo                    |                                    |                                  | Boadilla del Monte |      |
| 08850 | Río Tajo - Río Guadiana                      |                                    |                                  | Boadilla del Monte |      |
| 08849 | Río Tajo - Río Ter                           |                                    |                                  | Boadilla del Monte |      |
| 08847 | Río Tajo - Río Guadalete                     |                                    |                                  | Boadilla del Monte |      |
| 08845 | Río Tajo - Río Vélez                         |                                    |                                  | Boadilla del Monte |      |
| 08840 | Río Tajo - Río Eume                          |                                    |                                  | Boadilla del Monte |      |
| 08843 | Río Tajo - Río Urumea                        |                                    |                                  | Boadilla del Monte |      |
| 08833 | Río Duero - Río Lega                         |                                    |                                  | Boadilla del Monte |      |
| 08831 | Río Algodor - Río Duero                      |                                    |                                  | Boadilla del Monte |      |
| 08829 | Vallefranco - Valle de Ansó                  |                                    |                                  | Boadilla del Monte |      |
| 08823 | Vallefranco - Valle del Roncal               |                                    |                                  | Boadilla del Monte |      |
| 08821 | Vallefranco - Valle de Cares                 |                                    |                                  | Boadilla del Monte |      |
| 08819 | Vallefranco - Valle del Sella                |                                    |                                  | Boadilla del Monte |      |
| 08817 | Vallefranco - Valle del Pas                  |                                    |                                  | Boadilla del Monte |      |
| 08813 | Playa de Castrourdiales - Playa La Lanzada   |                                    |                                  | Boadilla del Monte |      |
| 08809 | Playa de Altea - Playa de Benidorm           |                                    |                                  | Boadilla del Monte |      |
| 08807 | Playa de la Concha - Playa de Altea          |                                    |                                  | Boadilla del Monte |      |
| 08805 | Playa de la Concha - Playa Formentor         |                                    |                                  | Boadilla del Monte |      |
| 15564 | Playa del Sardinero - Gta. Alcalde Fabra     |                                    |                                  | Boadilla del Monte |      |
| 15563 | Playa del Saler - Playa Aguadulce            |                                    |                                  | Boadilla del Monte |      |
| 15561 | Playa del Saler - Playa de Aro               |                                    |                                  | Boadilla del Monte |      |
| 15559 | Valle de Tena - Valle de Santa Ana           |                                    |                                  | Boadilla del Monte |      |
| 08887 | Av. Las Lomas - Valle de Leniz               |                                    |                                  | Boadilla del Monte |      |
| 08889 | Av. Valdepastores - Islas Canarias           |                                    |                                  | Boadilla del Monte |      |
| 08891 | Av. Valdepastores - Ciudadela                |                                    |                                  | Boadilla del Monte |      |
| 08893 | Av. Valdepastores - Isla de Tabarca          |                                    |                                  | Boadilla del Monte |      |
| 15580 | M. Ángel Cantero Oliva - Viñas Viejas        |                                    |                                  | Boadilla del Monte |      |
| 15578 | M. Ángel Cantero Oliva - Jaime Ferrán        |                                    |                                  | Boadilla del Monte |      |
| 15305 | M. Ángel Cantero Oliva - Centro Comercial    |                                    |                                  | Boadilla del Monte |      |
| 12189 | Av. Infante Don Luis - Menéndez Pidal        |                                    |                                  | Boadilla del Monte |      |
| 12186 | Av. Infante Don Luis - Federico Gª Lorca     |                                    | Infante Don Luis                 | Boadilla del Monte |      |
| 12185 | Av. siglo XXI - Est. siglo XXI               |                                    | Siglo XXI                        | Boadilla del Monte |      |
| 13289 | Av. Isabel de Farnesio - Est. Nuevo Mundo    |                                    | Nuevo Mundo                      | Boadilla del Monte |      |
| 13291 | Av. Isabel de Farnesio - Federico Chueca     |                                    |                                  | Boadilla del Monte |      |
| 17983 | Av. Isabel de Farnesio - P.º Sains Cloud     |                                    |                                  | Boadilla del Monte |      |
| 12183 | Ronda - Ruperto Chapí                        |                                    |                                  | Boadilla del Monte |      |
| 12607 | Pza. Virgen Las Angustias - Est. Nuevo Mundo |                                    | Nuevo Mundo                      | Boadilla del Monte |      |
| 09886 | Alberca - Instituto                          |                                    |                                  | Boadilla del Monte |      |
| 12296 | Ctra. Majadahonda - Est. Boadilla Centro     |                                    | Boadilla Centro                  | Boadilla del Monte |      |
| 15066 | Ctra. Majadahonda - Av. Adolfo Suárez        |                                    |                                  | Boadilla del Monte |      |
| 08919 | Ctra. M513 - Polideportivo Piscinas          |                                    |                                  | Boadilla del Monte |      |
| 08745 | Av. Montepríncipe - Urb. Prado Largo         |                                    |                                  | Boadilla del Monte |      |
| 11978 | Av. Montepríncipe - Hospital Montepríncipe   |                                    |                                  | Boadilla del Monte |      |
| 08748 | Av. Montepríncipe - Centro Comercial         |                                    |                                  | Boadilla del Monte |      |
| 08749 | Av. Montepríncipe - Gerencia                 |                                    |                                  | Boadilla del Monte |      |
| 08771 | Av. Montepríncipe - Facultad Informática     |                                    |                                  | Boadilla del Monte |      |
| 11279 | Av. Montepríncipe - Colegio                  |                                    |                                  | Alcorcón           |      |
| 18272 | Av. Montepríncipe - Est. Montepríncipe       |                                    | Montepríncipe                    | Alcorcón           |      |
| 08777 | Ctra. M501 - Pol. Ind. Ventorro del Cano     |                                    |                                  | Alcorcón           |      |
| 08775 | Ctra. M511 - Retamares                       |                                    | Retamares                        | Pozuelo de Alarcón |      |
| 17368 | Virgilio - Fernando Rey                      |                                    |                                  | Pozuelo de Alarcón |      |
| 17369 | José Isbert - Fernando Rey                   |                                    | Ciudad del Cine                  | Pozuelo de Alarcón |      |
| 11977 | José Isbert - Est. José Isbert               |                                    | José Isbert                      | Pozuelo de Alarcón |      |
| 11447 | Juan de Orduña - Ciudad de la Imagen         |                                    | Ciudad de la Imagen              | Pozuelo de Alarcón |      |
| 11443 | Guadalupe M. Sampedro - Centro Comercial     |                                    |                                  | Pozuelo de Alarcón |      |
| 08653 | Ctra. M502 - Gta. Arroyo Meaques             |                                    |                                  | Pozuelo de Alarcón |      |
| 08410 | Ctra. Cchel. a Aravaca - Colonia Jardín      |                                    | Colonia Jardín                   | Madrid             |      |
| 2325 | Empalme                                      |                                    | Empalme                          | Madrid             |      |
| 2326 | Campamento                                   |                                    | Campamento                       | Madrid             |      |
| 16342 | P.º Florida - Príncipe Pío                   |                                    | Príncipe Pío                     | Madrid             |      |
| 2411 | Puente de los Franceses - Clínica Moncloa    | N20                                |                                  | Madrid             |      |
| 3448 | Séneca - Martín Fierro                       |                                    |                                  | Madrid             |      |
| 3449 | Avenida de la Memoria                        | N28                                |                                  | Madrid             |      |
| Las noches de lunes a jueves, finaliza el recorrido en la siguiente parada                               |                                              |                                    |                                  |                    |      |
| 11278 | P.º Ruperto Chapí - Moncloa                  |                                    | Moncloa                          | Madrid             |      |
| Las noches de viernes, sábados, domingos, festivos y vísperas de festivo, realiza las siguientes paradas |                                              |                                    |                                  |                    |      |
| 11980 | Moncloa-Ministerio del Aire                  | N31 N602 N901                      | Moncloa                          | Madrid             |      |
| 15525 | Moncloa (Paseo de Moret)                     | 611 612 632 684 691 N602 N604 N904 | Moncloa                          | Madrid             |      |